# Popowo, Hạt Koszalin
Popowo [pɔˈpɔvɔ] (tiếng Đức: Poppenhagen)  là một ngôi làng thuộc khu hành chính của Gmina Będzino, thuộc hạt Koszalin, West Pomeranian Voivodeship, ở phía tây bắc Ba Lan. Nó nằm khoảng 4 kilômét (2 mi) phía nam Będzino, 12 km (7 mi) phía tây Koszalin, và 127 km (79 mi) về phía đông bắc của thủ đô khu vực Szczecin.
Trước năm 1945, khu vực này là một phần của Đức. Đối với lịch sử của khu vực, xem Lịch sử của Pomerania.